# Église Notre-Dame-de-l'Assomption de Monêtier-les-Bains
L'église Notre-Dame-de-l'Assomption est une église catholique française, située à Le Monêtier-les-Bains (Hautes-Alpes) dans le diocèse de Gap et d'Embrun.

## Historique
Fondée au IXe siècle par l'abbaye de la Novalaise, elle aurait eu pour mission première d'être une structure permettant d'héberger les voyageurs passant le col du Lautaret. La paroisse de Monêtier passe ensuite sous la juridiction de l'abbaye de Bréma entre le Xe et le XIVe siècle. En 1303, une bulle papale de Benoît XI fonde un prieuré simple qui est uni en 1366 à l'abbaye Saint-Victor de Marseille par une bulle papale d'Urbain V. L'édifice actuel a vraisemblablement été construit entre 1457 et 1494. Le clocher, détruit en 1587 par les le gouverneur de Briançon, est reconstruit en 1617. Différents travaux s'ajoutent au cours du XIXe siècle.
L'église est classée au titre des monuments historiques par arrêté du 22 octobre 1913.